# りゅうこつ座AG星
りゅうこつ座AG星（りゅうこつざAGせい、AG Carinae 、AG Car）は、りゅうこつ座の恒星である。高光度青色変光星（LBV）に分類される変光星で、銀河系の中で最も光度の大きい恒星の1つとされる。太陽系からの距離はおよそ2万光年と遠く、通常は肉眼で観測することができない明るさである。見かけの等級は、6.0から8.1まで不規則に変化する。

## 変光

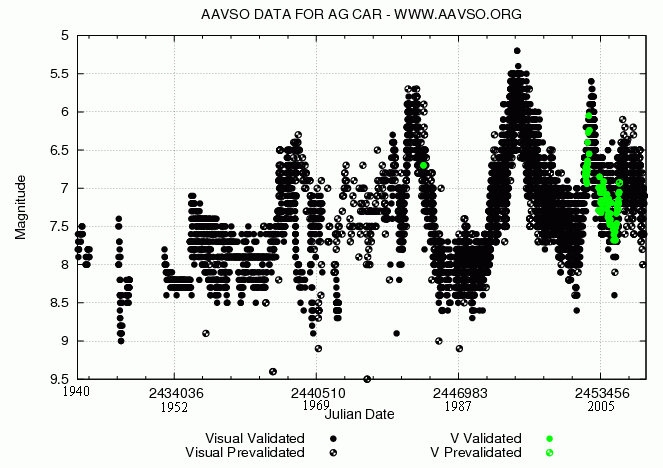
1940年6月1日から2010年11月23日までの、りゅうこつ座AG星の光度曲線。上が明るく、下が暗い。日付はユリウス通日。データはアメリカ変光星観測者協会から。

りゅうこつ座AG星は、1914年にハリー・ウッドによって、変光している可能性があることが発見された。その後、ハーヴァード大学天文台の写真乾板から、半世紀近い測光結果をまとめたところ、不規則に変光する変光星であることが確かめられた。変光星の分類は、アニー・ジャンプ・キャノンがスペクトルから、はくちょう座P星と似た天体であることを早くから指摘し、最終的にLBVであるとされた。LBVは、大質量星がウォルフ・ライエ星へと進化する途中の短い段階と考えられている。
りゅうこつ座AG星は、LBVの典型とされる。それは、光度が太陽の100万倍を超える高光度、スペクトル型がO型からA型に分布する青色、最大で幅2等級にも及ぶ変光、加えて窒素過剰な星周星雲の存在と、LBVの条件を全て高水準で備えており、しかも、典型的には7等星と見かけの等級がLBVの中ではかなり明るく且つ、はくちょう座P星と異なり現在でも活動的で、りゅうこつ座η星のように特殊でもないからである。
りゅうこつ座AG星は、LBV（変光星分類ではかじき座S型）に特徴的な2種類の変光を示す。長期的な変光は、10年単位の尺度で通常1等級、大きいときは2等級近く変化する。短期的な変光は、およそ1年の比較的安定した周期で、0.1等から0.5等変化する。この2種類の変光は、重複して生じる。また、主に光度極小期にみられる微小な変光もあり、2週間程度の周期で0.1等程度変動し、これははくちょう座α型の変光と似ている。
明るさの変化に伴い、りゅうこつ座AG星のスペクトルも変化する。長期的変光の極小期には、ウォルフ・ライエ星のスペクトルを示し、極大期には、早期の（高温の）A型超巨星のスペクトルを示す。これは、星の大きさと表面温度が変化していることを意味し、例えば1989年から1999年にかけての継続観測中に迎えた極小期、極大期では、半径が太陽の50倍から500倍まで、表面温度が26,000Kから8,000Kまで、それぞれ変化したとみられる。LBVの場合、多くは変光に伴って放射光度が大きく変化することはない。りゅうこつ座AG星の場合は、光度の変化が観測されているが、これは誤差の範囲に収まる程度のものである。

## 星雲

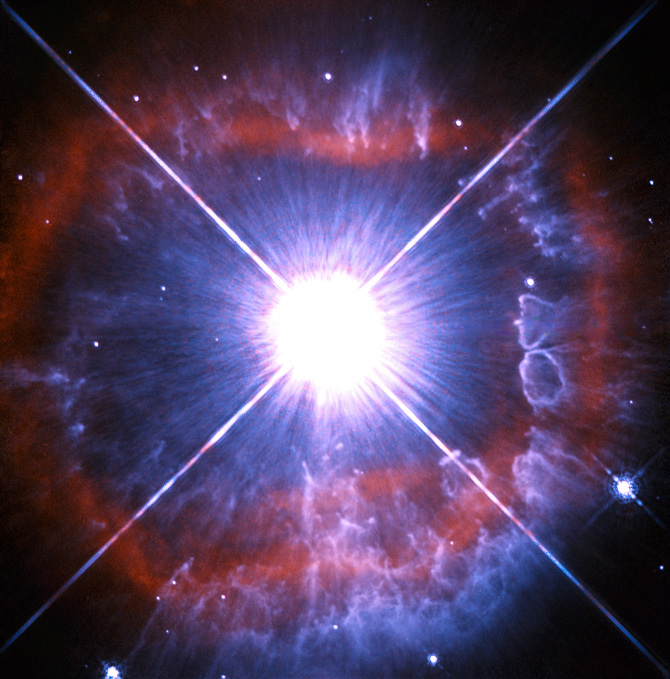
ハッブル宇宙望遠鏡の広視野惑星カメラ2が撮影したりゅうこつ座AG星。星周星雲に中心星からの恒星風によって空洞ができている様子がみえる。出典: Hubble / ESA & NASA

1950年、ラドクリフ天文台での観測から、サッカレーはりゅうこつ座AG星の周りに楕円形の星雲状構造があることを発見した。この星雲は、この1万年以内に中心星から大規模な質量放出が起きた結果形成されたものと考えられ、平均して70km/sの速さで膨張している。また、楕円の短軸方向に沿って、ジェット状の双極構造があることもわかっている。赤外線では、熱い塵から放射される近赤外線はほとんどみられず、恒星風により一掃されていると考えられるが、より長い波長の赤外線で、低温の塵の分布を調べると、可視光でみた星雲状構造と整合するような殻状の分布を示すが、もう少し円に近い形状をしている。電波でも、同じような分布を示す。
りゅうこつ座AG星を取り巻く星雲の組成を調べると、窒素が過剰に存在し、酸素は欠乏している。この傾向は、内部の核融合反応がCNOサイクルとなっている恒星から放出された物質であることと辻褄が合うが、LBVで予想されるCNO平衡状態を仮定した場合よりも、窒素の過剰も酸素の欠乏も低水準である。これは、りゅうこつ座AG星で大規模な質量放出が起きたのが、まだLBVへ進化する前の段階であったことを示唆する。また、可視光での観測から推定した星雲のガスの質量は、太陽の4.2倍程度である一方、赤外線から見積もった塵の質量は太陽の0.2倍程度となっている。一般的なLBVの星周物質における、ガスと塵の存在比を当てはめると、塵の質量が太陽の0.2倍程度なら、ガスは太陽の15倍程度の質量と予想され、観測から求めたガスの質量との間に矛盾が生じる。このことも、りゅうこつ座AG星で質量放出が起きたのが、LBV段階ではないことの証拠の一つとみられる。